# RNA溫度計

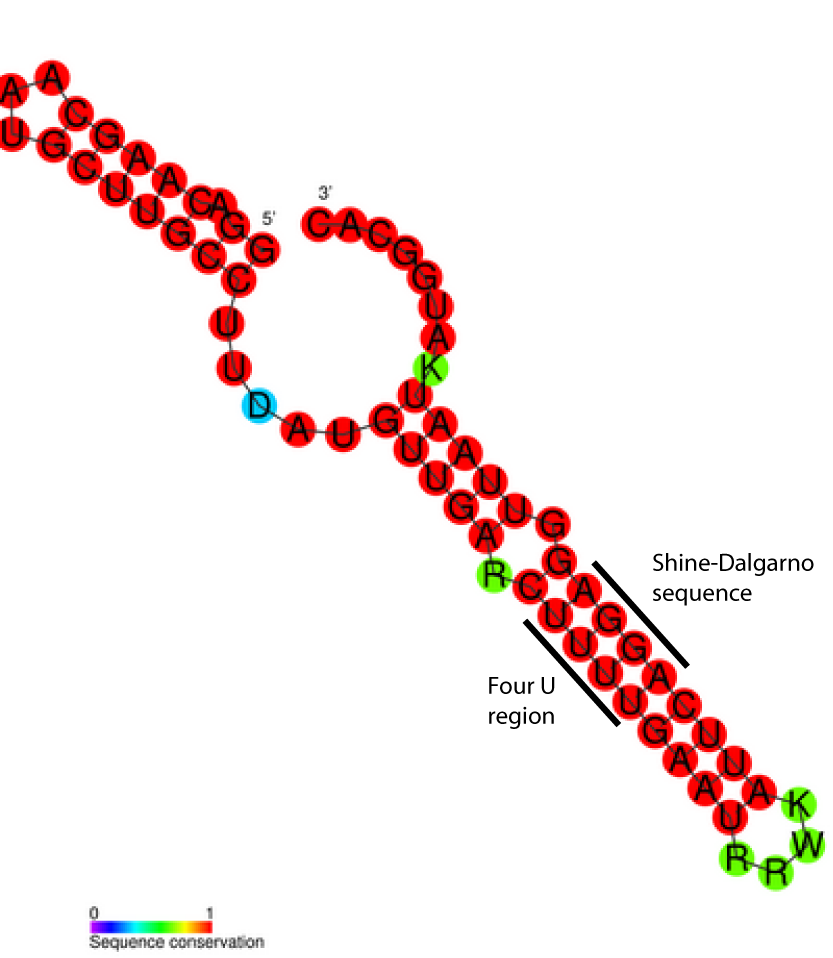
一種RNA溫度計FourU的RNA模體，SD序列高亮表示

RNA溫度計（RNA thermometer），亦稱RNA溫度傳感器（RNA thermosensor）是一類對溫度敏感的非編碼RNA，能隨溫度變化調控基因表达。RNA溫度計主要調控與熱休克和冷休克反應有關的基因，但與致病性、飢餓狀態等過程相關的基因調控也有關係。
RNA溫度計一般通過二級結構的改變對溫度變化做出反應。結構的改變會使RNA上核糖體結合位點等重要區域暴露或遮蔽，進而改變對應編碼基因的轉譯速率。
RNA溫度計與核糖開關一樣，都是支持RNA世界假說的有力證據。RNA世界假說認爲RNA為早期生命的唯一組成成分，但隨生物進化，RNA攜帶遺傳信息的功能由DNA取代，RNA的生物催化活性由蛋白質取代，形成了今日的DNA-RNA-蛋白質系統。
RNA溫度計的實例有FourU溫度計、Hsp90順式作用元件、ROSE元件以及Hsp17溫度計。

## 發現
溫度敏感的RNA元件於1989年首次發現。不過，早在1986年，研究人員就發現λ噬菌體cIIImRNA轉錄開始位點上游的突變會影響cIII蛋白質的轉譯速率。cIII蛋白質與λ噬菌體對溶原性循環和裂解循環的選擇有關，高濃度的cIII蛋白能促進溶原化。進一步的研究表明cIII mRNA上游區域一定存在兩種二級結構之一。實驗表明，這兩種結構可以完全互換，其活性都依賴鎂離子濃度和溫度。現在已知該結構就是RNA溫度計。該結構的作用即促進噬菌體在高溫壓力下轉入裂解循環，以保證噬菌體能快速複製，脫離原宿主細胞。
RNA溫度計這一名詞是在1999年提出的，最初， 該名詞用於描述大腸桿菌中發現的RNA元件rpoH。2007年，研究人員通過生物信息學手段發現了一些可能爲新的RNA溫度計的序列。使用傳統的序列-鹼基搜尋方法找尋RNA溫度計效率很低，因爲RNA溫度計的二級結構比一級結構（核酸序列）保守得多。

## 分佈
目前的觀點認爲，大部分RNA溫度計都位於編碼熱休克蛋白（HSP）的mRNA的5'端非轉譯區（UTR）。但有研究人員提出，在基因組數據中找尋非保守的短RNA序列本身就很難，加上採樣可能出偏差，因而得出了上述（不準確的）結論。
儘管絕大部分RNA溫度計都是在原核生物中發現的，但科學家亦於包括人在內的哺乳動物體內發現了可能爲RNA溫度計的非編碼RNA，即熱休克RNA-1（HSR1）。在人體內，這種RNA分子在溫度超過37攝氏度（即人的正常體溫）時能活化熱休克轉錄因子-1（HSF1）基因的表現，進而激活保護性蛋白的表現，達到防止細胞過熱的目的。

## 結構

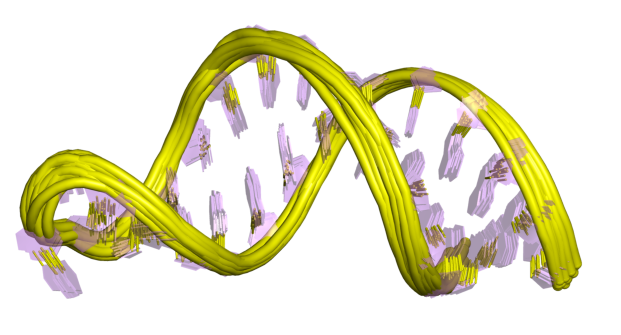
熱休克基因表現抑制元件結構的3D示意圖

RNA溫度計結構上很簡單，短RNA序列就能構成。目前已知最短的RNA溫度計發現於某種集胞藻體內（Synechocystis sp. PCC6803），只有44個核苷酸殘基（44nt）長，為編碼熱休克蛋白hsp17的mRNA。大部分RNA溫度計的長度都介於60-110nt之間。RNA溫度計通常都含有髮卡結構（莖環結構）。RNA溫度計的髮卡結構因爲有少量的錯配鹼基對，穩定性較差，因此在溫度升高後很容易去摺疊。
對RNA溫度計ROSE元件的具體結構分析表明，G-G、U-U、UC-U等錯配的鹼基對之間以非標準的鹼基配對連結，有利於RNA雙螺旋結構的維持（如左圖所示）。另外，這些非常規的鹼基配對穩定性較差，溫度升高後，很容易就解開，使SD序列暴露。
一些RNA溫度計的結構遠比一個單一的髮卡結構複雜，比如，研究人員推測CspA mRNA5'端非轉譯區含有一個假結與多個髮卡結構。
人工合成的RNA溫度計通常都設計成只含有一個簡單莖環結構。然而，這樣的短RNA溫度計的二級結構對突變很敏感，即使是一個鹼基對的變化（點突變）也可能造成其莖環結構在體內（in vivo）失活。

## 機理

（RNA溫度計中）原本穩定的髮卡結構（左圖）在溫度升高後會解旋（右圖），使SD序列（以高亮標出）暴露，RNA溫度計得以與核糖體的30S亞基結合

RNA溫度計一般位於mRNA5'端非轉譯區，即編碼基因的上游。位於此處使得RNA溫度計能遮蔽核糖體結合位點（RBS），阻止mRNA轉譯爲蛋白質。隨溫度增加，莖環結構會解旋，使核糖體結合位點或SD序列暴露，使得mRNA能與核糖體30S亞基（小亞基）結合。緊接着，轉譯機器會完成組裝。起始密碼子一般位於SD序列下游8個核苷酸殘基處。從起始密碼子開始，轉譯正式開始，核糖體隨後能轉譯出一整條多肽鏈，到終止密碼子爲止。除了這種順式作用機理外，在飢餓反應相關的RposS mRNA 5'非轉譯區中還發現了一個使用反式作用機理的特例。。
RNA溫度計的一個特例是腸道沙門氏菌（Salmonella enterica）體內發現的FourU。當處於大約45攝氏度的環境中時，SD序列所在區域的「莖」結構鹼基配對會解開，使mRNA能與核糖體結合，啓動轉譯。已證明FourU的穩定性與Mg2+的濃度有關。目前，研究得最透徹的RNA溫度計位於大腸桿菌（E. coli）的rpoH基因中。該RNA溫度計能在高溫環境下通過一種特殊的熱休克σ因子σ32上調熱休克蛋白的表現水平。
一般來說，RNA溫度計都與熱誘導蛋白質的表現有關，不過，RNA溫度計也能調控冷休克蛋白質的表現。比如，嗜热栖热菌（Thermus thermophilus）中兩種7kDa的蛋白質的表現就受RNA溫度計的調控，另外，在肠杆菌目中也發現了類似的調控機制。
病原體可利用對37攝氏度的溫度敏感的RNA溫度計激活感染相關基因的表現。比如，在李斯特菌細胞內，一種調控與毒性相關的基因轉錄的關鍵蛋白由prfA基因編碼。研究人員設計了以下實驗證明RNA溫度計對prfA表現的上調：將PrfA溫度調控非轉譯區與綠色螢光蛋白基因融合，再將其置於大腸桿菌的T7啓動子調控之下。於37攝氏度下，可以觀察到綠色螢光蛋白的表現，而在30攝氏度下無法觀察到。

## 對RNA世界學說的影響
RNA世界學說認為在早期生命中，RNA既是遺傳信息的載體，又具有生物催化活性。另外，還有RNA扮演基因表現調控和感受器的角色。該學說認為，現在的DNA-RNA-蛋白質系統是由上述原始的RNA生物進化而來，因為DNA-RNA-蛋白質系統相對原始的RNA生物具有優勢，使用DNA-RNA-蛋白質系統的生物在自然選擇中勝過了RNA生命，成為現代生命的形式。DNA-RNA-蛋白質系統中，RNA攜帶遺傳信息的功能由DNA取代，其生物活性則由蛋白質取代。但仍然保留有部分具有催化活性的RNA，即核酶。
RNA溫度計以及核糖開關因爲其廣泛分佈於各物種之中，都被認爲是RNA生命向現代的DNA-RNA-蛋白質系統過渡時產生的進化遺蹟。一般認爲，在早期的RNA世界中，RNA溫度計的作用是對其他的RNA分子進行溫度依賴性的調控。在現代生物中，RNA溫度計可以說是一個RNA世界的良好分子化石。

## 其他實例
- Hsp90順式作用元件（英语：Hsp90 cis-regulatory element）能在果蠅體內調控Hsp90的表現水平，在高溫下提高熱休克蛋白的轉譯速率[5]。
- 預測大腸桿菌的ibpAB操縱子中含有兩個協調作用的RNA溫度計：ROSE元件（英语：Repression of heat shock gene expression (ROSE) element）和IbpB溫度計（英语：IbpB thermometer）[34]。
- ROSE1和ROSEAT2分別發現於大豆慢生根瘤菌（Bradyrhizobium japonicum）以及根癌农杆菌（Agrobacterium tumefaciens）中。它們都位於HpsAmRNA的5'UTR內，能在正常生理溫度條件下抑制熱休克蛋白的表現[6][35]。